# Aeropuerto de Dawson City
El Aeropuerto de Dawson City (del inglés: Dawson City Airport) (IATA: YDA, OACI: CYDA) está ubicado a 8 MN (15 km; 9,2 mi) al este de Dawson City, Yukón, Canadá, en el valle del Río Klondike, y es operado por el gobierno de Yukon. Este puerto posee un terminal pero la pista de aterrizaje no está pavimentado. La pista de grava es de 5.007 pies (1.526 m) a 1.215 pies sobre el nivel del mar. Diferentes estudios han recomendado mudar el aeropuerto o realinear la pista de aterrizaje debido al angosto valle de montañas que lo rodea.
Este aeropuerto es clasificado por NAV CANADA como un puerto de entrada y es servido por la Canada Border Services Agency. Los oficiales de la CBSA pueden atender aviones de hasta 30 pasajeros.

## Aerolíneas y destinos
- Air North
  - Whitehorse / Aeropuerto Internacional de Whitehorse Erik Nielsen
  - Old Crow / Aeropuerto de Old Crow
  - Fairbanks / Aeropuerto Internacional de Fairbanks
  - Inuvik / Aeropuerto de Inuvik